# ديفيد غريني (مهندس معماري)
ديفيد غريني (بالإنجليزية: David Greene)‏ هو مهندس معماري بريطاني، ولد في 1937 في نوتنغهام في المملكة المتحدة.